# Wiednitz
Wiednitz (tiếng Sorbia: Wětnica) là một đô thị ở huyện Bautzen, in Sachsen, Đức. Đô thị Wiednitz có diện tích 15,94 km², dân số thời điểm ngày 31 tháng 12 năm 2006 là 1040 người.